# Iljušin
Iljušin (rusko: Илью́шин)je ruski letalski proizvajalec, katerega začetnik je Sergej Vladimirovič Iljušin. Biro Iljušin so ustanovili v času Sovjetske zveze leta 1933.

## Seznam letal Iljušin

### Lovci
- I-21 (1936)
- Il-1 (1944)

### Jurišna letala
- Il-2 Šturmovik Strmoglavec, (1939), najbolj proizvajano vojaško letalo
- Il-8 (1943)
- Il-10 Šturmovik, izboljšana verzija Il-2 (1944)
- Il-16 (1945)
- Il-20 (1948) (1948)
- Il-40 "Brawny" reaktivno jurišno letalo, (1953)
- Il-102 (1982)

### Bombniki
- DB-3 Bombnik z dolgim dosegom, (1935)
- Il-4 "Bob" Bombnik na osnovi DB-3, (1938)
- DB-4 Bombnik z dolgim dosegom, (1940)
- Il-6 Bombnik z dolgim dosegom razvit iz Il-4, (1942)
- Il-22 Prototip reaktivnega bombnika, 1947
- Il-28 "Beagle" and "Mascot" Srednje težki bombnik in trenažer, (1949)
- Il-30 Taktični bombnik na osnovi Il-28, (1951)
- Il-46 Reaktivni bombnik na osnovi Il-30, (1952)
- Il-54 "Blowlamp" Prototip nadzvočnega bombnika, (1955)

### Transportna letala
- Il-12 "Coach" Dvomotorno transportno letalo, (1946)
- Il-32 Jadralno tovorno letalo, (1948)
- Il-34 Prototip.
- Il-76 "Candid", Strateško tovorno letalo, (1973)
  - Il-78 "Midas", Leteči tanker na osnovi Il-76, (1982)
  - Il-82 Leteči komandni center na osnovi Il-76.
- Il-106 Predlagano transportno letalo.
- Il-112 Lahko transportno letalo, preklicano leta (2011)
- Il-214 Eksperimentalno srednje težko transportno letalo.
- Il-476 Verzija Il-76MD-90A.

### Potniška letala
- Il-14 "Crate" Dvomotorno potniško letalo na osnovi Il-12, (1950)
- Il-18 "Clam"  Štirimotorni prototip, (1946)
- Il-18 "Coot" Turbopropelersko potniško letalo, (1958)
- Il-62 "Classic" Štirimotorni reaktivec z velikim dosegom, (1962)
- Il-86 "Camber" Širokotrupno potniško letalo, (1977)
  - Il-80 "Maxdome" Leteči komandni center na osnovi Il-86, (1985)
  - Il-87 "Aimak" Verzija letala Il-86
- Il-96 Širokotrupno letalo na osnovi Il-86, (1988)
  - Il-98 Leteči tanker verzija Il-96
- Il-100 Lahko večnamensko letalo
- Il-108 Prototip poslovnega letala, preklican v letu (1990)
- Il-114 Regionalno potniško letalo, (1999)

### Izvidniška letala
- Il-20M "Coot-A" ELINT verzija letala Il-18
- Il-22 "Coot-B" Leteči komandni center Il-18
- Il-24 "Coot-C" Izvidniško letalo, verzija Il-20M, (1948)
- Il-38 "May" Patruljno in protipodmorniško letalo na osnovi Il-18, (1971)
- Il-140 AWACS letalo za zgodnje opozarjanje, verzija Il-114
- A-50 Šmel, AWACS verzija Il-76, (1978)

### Trenažerji
- Il-103 Lahki trenažer, (1994)

### Eksperimentalna letala
- Il-26 Bombnik z velikim dosegom, (1947)
- Il-36 Prototip
- Il-42 Jurišno letalo
- Il-52 Leteče krilo
- Il-56 Projekt bombnika
- Il-64 Potniško letalo
- Il-66 Projekt nadzvočnega letala, (1959)
- Il-66 Vojaško transportno letalo
- Il-70 Potniško letalo s kratkim dosegom, (1961)
- Il-72 nadzvočno letalo na bazi Il-66, (1961)
- Il-72 Potniško letalo, (1964)
- Il-74 Potniško letalo, (1966)
- Il-84 Verzija Il-76 za reševanje, (1989)
- Il-90 Potniško letalo, (1988)
- Il-118 Dvomotorno turbopropelersko letalo, verzija Il-18
- Il-196 Potniško letalo z velikim dosegom
- A-60 Eksperimentalno letalo oboroženo z laserjem, (1981)
- Irkut MS-21 Ozkotrupno potniško letalo, trenutno v pridobivanju certifikatov za letenje